# Đái tháo đường loại 2
Đái tháo đường loại 2 (còn được gọi là đái tháo đường típ 2, đái tháo đường type 2, đái tháo đường type 2) là một rối loạn chuyển hóa lâu dài được đặc trưng bởi đường huyết cao, kháng insulin và thiếu hụt insulin tương đối. Các triệu chứng thường gặp bao gồm hay khát nước, đi tiểu thường xuyên và sút cân không rõ nguyên nhân. Các triệu chứng cũng có thể bao gồm thường xuyên có cảm giác nhanh đói, cảm thấy mệt mỏi yếu cơ và chậm lành các vết thương hoặc vết bầm tím. Các triệu chứng này thường xuất hiện chậm. Biến chứng lâu dài từ đường huyết cao bao gồm bệnh tim mạch, đột quỵ, bệnh võng mạc đái tháo đường có thể dẫn đến mù lòa, suy thận và lưu lượng máu kém ở chân tay có thể dẫn đến phải cắt cụt hoặc tháo khớp. Sự khởi phát đột ngột của tình trạng tăng đường huyết hyperosmolar có thể xảy ra; tuy nhiên, nhiễm toan ceton là không phổ biến.
Bệnh đái tháo đường típ 2 (ĐTĐ típ 2) có nguyên nhân chủ yếu do béo phì và thiếu tập thể dục. Một số người có nguy cơ từ di truyền cao hơn những người khác. Bệnh đái tháo đường loại 2 chiếm khoảng 90% các trường hợp đái tháo đường, và 10% còn lại chủ yếu là do đái tháo đường loại 1 và đái tháo đường thai kỳ. Trong đái tháo đường loại 1 có một mức insulin thấp hơn để kiểm soát lượng đường trong máu, do sự tự miễn làm mất các tế bào beta sản xuất insulin trong tuyến tụy. Phương pháp chẩn đoán bệnh đái tháo đường là bằng xét nghiệm máu như kiểm tra glucose huyết tương lúc đói, xét nghiệm dung nạp glucose đường uống, hoặc hemoglobin glycated (A1C).
Bệnh đái tháo đường loại 2 có thể ngăn ngừa một phần bằng cách duy trì cân nặng bình thường, tập thể dục thường xuyên và ăn uống đúng cách. Điều trị bao gồm tập thể dục và thay đổi chế độ ăn uống. Nếu lượng đường trong máu không được hạ thấp về mức bình thường, thuốc thường được khuyến cáo sử dụng là metformin. Nhiều người cuối cùng cũng có thể cần phải tiêm insulin. Trong những người phụ thuộc insulin, khuyến cáo nên thường xuyên kiểm tra lượng đường trong máu; tuy nhiên, điều này có thể không cần thiết ở những người dùng thuốc. Phẫu thuật chữa béo phì (bariatric surgery) thường cải thiện bệnh đái tháo đường ở những người béo phì.
Tỷ lệ mắc bệnh đái tháo đường loại 2 đã tăng rõ rệt kể từ năm 1960 song song với bệnh béo phì. Tính đến năm 2015, có khoảng 392 triệu người được chẩn đoán mắc bệnh so với khoảng 30 triệu người vào năm 1985. Thông thường bệnh này xuất hiện ở tuổi trung niên trở lên, mặc dù tỷ lệ mắc đái tháo đường loại 2 đang có xu hướng gia tăng ở những người trẻ tuổi. Thời gian sống trung bình của người đái tháo đường loại 2 vào khoảng 10-20 năm. Đái tháo đường là một trong những bệnh đầu tiên được nghiên cứu mô tả. Tầm quan trọng của insulin trong bệnh đã được xác định vào những năm 1920.

## Dấu hiệu và triệu chứng

Tổng quan các triệu chứng quan trọng nhất của đái tháo đường.

Các triệu chứng thường gặp của bệnh đái tháo đường là chứng đa niệu (đi tiểu thường xuyên), khát nước nhiều, tăng đói và sút cân. Các triệu chứng khác mà thường xuất hiện lúc chẩn đoán bao gồm tiền sử mờ mắt, ngứa, đau thần kinh ngoại biên, nhiễm trùng âm đạo tái phát và mệt mỏi. Tuy nhiên, nhiều người không có triệu chứng trong vài năm đầu và được chẩn đoán dựa trên xét nghiệm định kỳ. Một số ít người bị đái tháo đường tuýp 2 có thể phát triển tình trạng tăng đường huyết hyperosmolar (tình trạng đường huyết rất cao liên quan đến mức độ giảm ý thức và huyết áp thấp).

### Biến chứng
Đái tháo đường loại 2 thường là một căn bệnh mãn tính liên quan đến thời gian sống trung bình ngắn hơn 10 năm (có nhiều trường hợp hơn 20 năm). Điều này một phần là do một số biến chứng liên quan đến bệnh, bao gồm: nguy cơ mắc bệnh tim mạch cao gấp 2 đến 4 lần, bao gồm bệnh tim thiếu máu cục bộ và đột quỵ; nguy cơ cắt cụt chi dưới cao gấp 20 lần, và tăng tỷ lệ nhập viện. Ở các nước phát triển, và ngày càng nhiều nơi khác, bệnh đái tháo đường loại 2 là nguyên nhân lớn nhất gây mù lòa không gây chấn thương và suy thận. Nó cũng có liên quan đến tăng nguy cơ rối loạn chức năng nhận thức và suy giảm trí nhớ thông qua các quá trình phát triển bệnh như bệnh Alzheimer và sa sút trí nhớ do mạch máu não (vascular dementia). Các biến chứng khác bao gồm bệnh gai đen (nigricans acanthosis), rối loạn chức năng tình dục và nhiễm trùng thường xuyên.

## Nguyên nhân
Sự phát triển của đái tháo đường loại 2 là do sự kết hợp giữa lối sống và các yếu tố di truyền. Mặc dù một số yếu tố cá nhân có thể kiểm soát được, chẳng hạn như chế độ ăn uống và béo phì, các yếu tố khác lại độc lập hoàn toàn như tuổi tác, giới tính nữ và di truyền. Thiếu ngủ được xác nhận có liên quan đến đái tháo đường loại 2. Điều này được cho là hiệu ứng của nó tác động đến sự trao đổi chất. Tình trạng dinh dưỡng của người mẹ cũng có thể đóng một vai trò ảnh hưởng trong quá trình phát triển của thai nhi, với một cơ chế được đề cho là sự thay đổi methyl hóa DNA. Vi khuẩn đường ruột Prevotella copri và Bacteroides vulgatus được phát hiện cũng có liên quan đến đái tháo đường loại 2.

### Lối sống
Các yếu tố lối sống rất quan trọng đối với sự phát triển của đái tháo đường loại 2, bao gồm béo phì và thừa cân (được xác định bởi chỉ số khối cơ thể lớn hơn 25), thiếu hoạt động thể chất, ăn không đủ dinh dưỡng, căng thẳng và sự đô thị hóa. Chất béo cơ thể dư thừa có liên quan đến 30% trường hợp ở người gốc Trung Quốc và Nhật Bản, 60–80% trường hợp ở châu Âu và châu Phi, và 100% trường hợp ở người da đỏ Pima và người dân các đảo Thái Bình Dương. Trong số những người không béo phì, người mắc đái tháo đường thường có tỷ lệ eo-hông cao. Hút thuốc dường như làm tăng nguy cơ mắc bệnh đái tháo đường loại 2.
Các yếu tố ăn uống cũng ảnh hưởng đến nguy cơ phát triển đái tháo đường loại 2. Việc tiêu thụ đồ uống có đường quá mức có liên quan đến nguy cơ gia tăng mắc bệnh. Các loại chất béo trong chế độ ăn uống là rất quan trọng, với chất béo bão hòa và các axit béo chuyển hóa làm tăng nguy cơ, trong khi chất béo không bão hòa đa (polyunsaturated fat) và không bão hòa đơn (monounsaturated fat) làm giảm nguy cơ phát triển bệnh. Ăn nhiều gạo trắng dường như đóng một vai trò trong việc tăng nguy cơ. Thiếu tập thể dục được cho là gây ra 7% trường hợp mắc bệnh. Các chất ô nhiễm hữu cơ bền vững có thể đóng một vai trò trong tác nhân gây bệnh.

### Di truyền
Hầu hết các trường hợp mắc bệnh đái tháo đường đều liên quan đến nhiều gene, với mỗi gene là một đóng góp nhỏ để tăng khả năng phát triển thành đái tháo đường loại 2. Nếu một người trong cặp sinh đôi mắc bệnh đái tháo đường, thì người kia có nguy cơ mắc bệnh đái tháo đường đang phát triển trong vòng đời của anh ta lớn hơn 90%, trong khi tỷ lệ cho anh chị em trong một gia đình là 25-50%. Tính đến năm 2011, hơn 36 gene đã được tìm thấy là góp phần vào nguy cơ mắc đái tháo đường loại 2. Tất cả các gene này cùng nhau vẫn chỉ chiếm 10% tổng thành phần di truyền của căn bệnh này. Ví dụ, allele TCF7L2 làm tăng nguy cơ phát triển bệnh đái tháo đường gấp 1,5 lần và là nguy cơ lớn nhất của các biến dị di truyền phổ biến. Hầu hết các gene liên quan đến đái tháo đường đều tham gia vào các chức năng của tế bào beta.
Có một số trường hợp hiếm của đái tháo đường phát sinh do một bất thường trong một gene duy nhất (được gọi là dạng đơn gene (monogenic) của đái tháo đường hoặc "các loại bệnh đái tháo đường cụ thể khác"). Chúng bao gồm đái tháo đường khởi phát khi trưởng thành của trẻ (maturity onset diabetes of the young, MODY), hội chứng Donohue, và hội chứng Rabson – Mendenhall, trong số những trường hợp khác. Bệnh đái tháo đường khởi phát khi trưởng thành của trẻ chiếm 1–5% tổng số trường hợp đái tháo đường ở thanh niên.

### Điều kiện y tế
Có một số loại thuốc và các vấn đề sức khỏe khác có thể gây đái tháo đường. Một số loại thuốc bao gồm: glucocorticoid, thiazide, thuốc chẹn beta, thuốc chống loạn thần không điển hình (atypical antipsychotics), và statin. Những người trước đó đã bị đái tháo đường thai kỳ có nguy cơ phát triển đái tháo đường loại 2 cao hơn. Các vấn đề sức khỏe khác có liên quan bao gồm: chứng to đầu chi (acromegaly), hội chứng Cushing, cường giáp, u tủy tuyến thượng thận (pheochromocytoma) và một số bệnh ung thư như u tụy glucagon (glucagonoma). Thiếu testosterone cũng liên quan đến đái tháo đường loại 2.

## Sinh lý bệnh

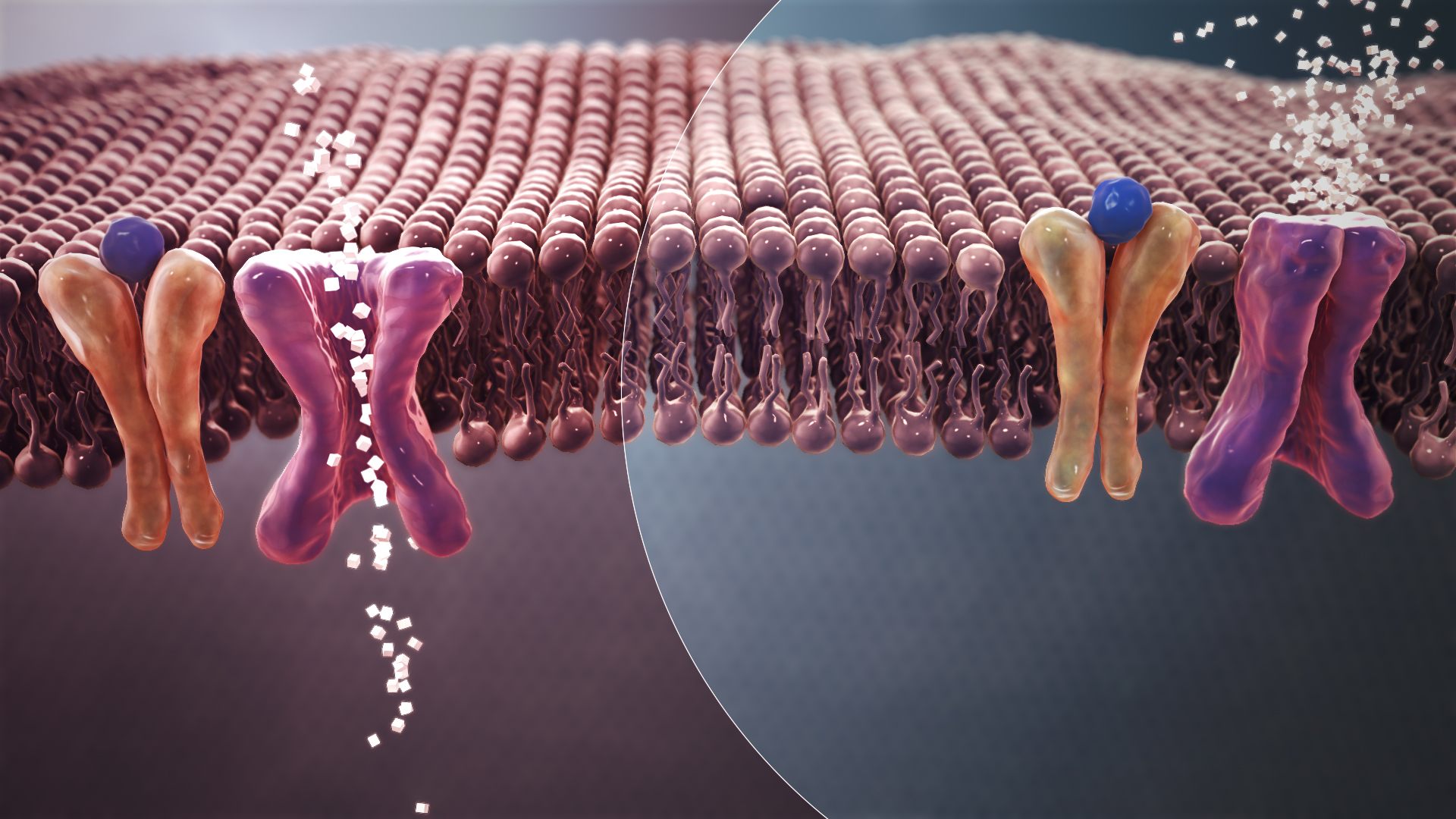
Kháng insulin (bên phải) làm tăng lượng glucose trong máu.

Đái tháo đường loại 2 là do thiếu insulin sản xuất từ các tế bào beta trong điều kiện thiết lập kháng insulin. Kháng insulin, tức là tế bào không có khả năng đáp ứng đầy đủ với mức insulin bình thường, xảy ra chủ yếu trong các mô cơ, gan và mô mỡ. Trong gan, insulin thường ngăn chặn sự giải phóng glucose. Tuy nhiên, trong điều kiện kháng insulin, gan giải phóng glucose vào máu một cách không phù hợp. Tỷ lệ kháng insulin so với rối loạn chức năng tế bào beta khác nhau giữa các cá nhân, với một số người kháng insulin chủ yếu và chỉ có một khuyết tật nhỏ trong tiết insulin và những người khác có sức đề kháng insulin nhẹ và chủ yếu là thiếu bài tiết insulin.
Các cơ chế quan trọng khác có liên quan đến đái tháo đường loại 2 và kháng insulin bao gồm: tăng lipid trong các tế bào mỡ, đề kháng và thiếu incretin, nồng độ glucagon cao trong máu, tăng lượng muối và nước trong thận, và điều hòa sự trao đổi chất không phù hợp của hệ thần kinh trung ương. Tuy nhiên, không phải tất cả những người có đề kháng insulin đều phát triển bệnh đái tháo đường, do việc giảm tiết insulin bởi tế bào beta tuyến tụy cũng được đòi hỏi.

## Chẩn đoán
| Chỉ tiêu / Tình trạng         | Nghiệm pháp dung nạp glucose 2 giờ | Glucose huyết tương lúc đói | HbA1c    | HbA1c   |
| ----------------------------- | ---------------------------------- | --------------------------- | -------- | ------- |
| Đơn vị                        | mmol/l(mg/dl)                      | mmol/l(mg/dl)               | mmol/mol | DCCT %  |
| Bình thường                   | <7,8 (<140)                        | <6,1 (<110)                 | <42      | <6,0    |
| Giảm dung nạp glucose lúc đói | <7,8 (<140)                        | ≥6,1(≥110) & <7,0(<126)     | 42-46    | 6,0–6,4 |
| Giảm dung nạp glucose         | ≥7,8 (≥140)                        | <7,0 (<126)                 | 42-46    | 6,0–6,4 |
| Đái tháo đường                | ≥11,1 (≥200)                       | ≥7,0 (≥126)                 | ≥48      | ≥6,5    |

Định nghĩa về bệnh đái tháo đường của Tổ chức Y tế Thế giới (cả loại 1 và loại 2) là đối với một lần đọc mức glucose tăng lên với các triệu chứng, nếu không sẽ tăng giá trị trong hai trường hợp:
- glucose đường huyết trong máu lúc nhịn ăn ≥ 7,0 mmol/l (126 mg/dl)

hoặc
- xét nghiệm dung nạp glucose, hai giờ sau khi uống lượng glucose đường huyết trong máu ≥ 11,1 mmol/l (200 mg/dl)

Đường huyết ngẫu nhiên lớn hơn 11,1 mmol / l (200 mg / dl) kết hợp với các triệu chứng điển hình hoặc hemoglobin glycated (HbA1c) ≥ 48 mmol / mol (≥ 6,5 DCCT%) là một phương pháp chẩn đoán bệnh đái tháo đường khác. Trong năm 2009, một Ủy ban chuyên gia quốc tế bao gồm đại diện của Hiệp hội đái tháo đường Hoa Kỳ (American Diabetes Association, ADA), Liên đoàn bệnh đái tháo đường quốc tế (International Diabetes Federation, IDF) và Hiệp hội nghiên cứu bệnh đái tháo đường châu Âu (European Association for the Study of Diabetes, EASD) khuyến cáo ngưỡng ≥ 48 mmol / mol (≥ 6,5 DCCT%) nên được sử dụng để chẩn đoán bệnh đái tháo đường. Khuyến cáo này đã được Hiệp hội Đái tháo đường Hoa Kỳ thông qua vào năm 2010. Nên lặp lại các xét nghiệm dương tính trừ khi người đó có các triệu chứng và đường huyết điển hình > 11,1 mmol / l (> 200 mg / dl).
Ngưỡng chẩn đoán bệnh đái tháo đường dựa trên mối quan hệ giữa kết quả xét nghiệm dung nạp glucose, glucose lúc đói hoặc HbA1c và các biến chứng như vấn đề võng mạc. Chỉ tiêu mức đường huyết nhanh hoặc ngẫu nhiên được ưu tiên hơn xét nghiệm dung nạp glucose, vì chúng thuận tiện hơn cho mọi người. HbA1c có ưu điểm là không cần nhịn ăn và kết quả ổn định hơn nhưng có bất lợi là xét nghiệm tốn kém hơn phương pháp đo đường huyết. Người ta ước tính rằng 20% người bị bệnh đái tháo đường ở Hoa Kỳ không nhận ra rằng họ mắc bệnh.
Đái tháo đường loại 2 được đặc trưng bởi đường huyết cao trong tình trạng kháng insulin và thiếu insulin tương đối. Điều này trái ngược với đái tháo đường loại 1, trong đó có sự thiếu hụt insulin tuyệt đối do sự phá hủy các tế bào đảo Langerhans trong tuyến tụy và đái tháo đường thai kỳ là sự bắt đầu mới của đường huyết cao liên quan đến thai kỳ. Bệnh đái tháo đường loại 1 và loại 2 thường có thể được phân biệt dựa trên các chỉ tiêu xét nghiệm. Nếu nghi ngờ chẩn đoán, có thể thực hiện thêm xét nghiệm kháng thể có thể giúp xác nhận đái tháo đường loại 1 và kiểm tra mức độ C-peptide có thể hữu ích để xác nhận đái tháo đường loại 2, với mức C-peptide bình thường hoặc cao ở đái tháo đường loại 2, nhưng thấp ở đái tháo đường loại 1.

## Sàng lọc
Không có tổ chức lớn nào đề nghị sàng lọc rộng khắp cho bệnh đái tháo đường vì không có bằng chứng cho thấy chương trình này sẽ cải thiện kết quả. Sàng lọc được khuyến nghị bởi Lực lượng Đặc nhiệm Dịch vụ Phòng ngừa Hoa Kỳ (United States Preventive Services Task Force, USPSTF) ở người lớn không có triệu chứng có huyết áp lớn hơn 135/80 mmHg. Đối với những người có huyết áp thấp hơn, bằng chứng không đủ để khuyến cáo hoặc chống lại sàng lọc. Không có bằng chứng cho thấy nó làm thay đổi nguy cơ tử vong trong nhóm người này. Họ cũng khuyên nên sàng lọc trong số những người thừa cân và trong độ tuổi từ 40 đến 70.
Tổ chức Y tế Thế giới khuyến nghị thử nghiệm những nhóm có nguy cơ cao và trong năm 2014 USPSTF đã xem xét một khuyến nghị tương tự. Các nhóm có nguy cơ cao ở Hoa Kỳ bao gồm: những người trên 45 tuổi; những người có quan hệ họ hàng gần gũi nhất với người bị đái tháo đường; một số nhóm dân tộc, bao gồm gốc Tây Ban Nha, người Mỹ gốc Phi và người Mỹ bản địa; người tiền sử đái tháo đường thai kỳ; đa nang buồng trứng; cân nặng dư thừa; và các điều kiện liên quan đến hội chứng chuyển hóa. Hiệp hội Đái tháo đường Hoa Kỳ khuyến nghị sàng lọc những người có chỉ số BMI trên 25 (ở những người sàng lọc gốc Châu Á được khuyến nghị cho BMI trên 23).

## Phòng ngừa
Khởi phát bệnh đái tháo đường loại 2 có thể bị trì hoãn hoặc ngăn ngừa thông qua chế độ dinh dưỡng hợp lý và tập thể dục đều đặn. Việc thực hiện tuân thủ lối sống lành mạnh có thể giảm thiểu rủi ro đi một nửa. Lợi ích của việc tập thể dục mang lại rõ ràng bất kể trọng lượng ban đầu hoặc giảm cân sau đó của người thực hiện. Mức độ hoạt động thể chất cao làm giảm nguy cơ đái tháo đường khoảng 28%. Tuy nhiên, bằng chứng về lợi ích của sự thay đổi chế độ ăn uống là rất hạn chế, với một số bằng chứng cho chế độ ăn nhiều rau xanh lá và một số hạn chế lượng thức uống có đường. Ở những người có khả năng dung nạp glucose kém, chế độ ăn uống và tập thể dục riêng rẽ hoặc kết hợp với metformin hoặc acarbose có thể làm giảm nguy cơ phát triển bệnh đái tháo đường. Việc thực hành lối sống lành mạnh mang lại hiệu quả hơn sử dụng thuốc metformin. Một đánh giá năm 2017 cho thấy, thay đổi lối sống về lâu dài giúp giảm nguy cơ mắc bệnh 28%, trong khi sử dụng thuốc không làm giảm nguy cơ sau khi ngừng sử dụng. Trong khi mức độ thiếu vitamin D có liên quan đến tăng nguy cơ đái tháo đường, việc điều chỉnh mức độ bằng cách bổ sung thêm vitamin D3 không cải thiện nguy cơ đó.

## Quản lý và điều trị
Điều trị và quản lý bệnh đái tháo đường loại 2 tập trung vào các can thiệp về lối sống, giảm các yếu tố nguy cơ tim mạch, và duy trì mức đường trong máu ở mức bình thường. Việc tự giám sát lượng đường trong máu cho những người mới được chẩn đoán bị đái tháo đường loại 2 có thể được sử dụng kết hợp với giáo dục, tuy nhiên lợi ích của việc tự theo dõi ở những người không sử dụng nhiều liều insulin còn là vấn đề nghi ngờ. Ở những người không muốn đo nồng độ trong máu, thay vì vậy có thể thực hiện việc đo nồng độ nước tiểu. Quản lý các yếu tố nguy cơ tim mạch khác, chẳng hạn như tăng huyết áp, cholesterol cao và tiểu thiếu niệu (microalbuminuria), giúp cải thiện tuổi thọ của một người. Giảm huyết áp tâm thu xuống dưới 140 mmHg có liên quan đến giảm nguy cơ tử vong và kết quả tốt hơn. Quản lý huyết áp sâu hơn (dưới 130/80 mmHg) trái ngược với việc quản lý huyết áp tiêu chuẩn (dưới 140 / 85–100 mmHg) làm giảm nguy cơ đột quỵ nhưng không ảnh hưởng đến nguy cơ tử vong chung.
Giảm lượng đường trong máu tăng cao (HbA1c<6%) trái ngược với việc giảm lượng đường trong máu tiêu chuẩn (HbA1c 7-7,9%) dường như không làm thay đổi tỷ lệ tử vong. Mục tiêu điều trị thường là HbA1c đạt từ 7 đến 8% hoặc glucose lúc đói dưới 7,2 mmol / L (130 mg / dl); tuy nhiên những mục tiêu này có thể được thay đổi sau khi tham vấn lâm sàng chuyên nghiệp, có tính đến các nguy cơ cụ thể của hạ đường huyết (hypoglycemia) và tuổi thọ. Mặc dù các hướng dẫn đề xuất rằng kiểm soát đường huyết chuyên sâu dựa trên cân bằng tác hại ngay lập tức với lợi ích lâu dài, nhiều người - ví dụ những người có tuổi thọ dưới chín năm sẽ không được hưởng lợi, được điều trị quá mức.
Các bác sỹ khuyến cáo rằng tất cả những người mắc bệnh đái tháo đường loại 2 nên được khám mắt định kỳ. Có bằng chứng yếu cho thấy rằng điều trị bệnh nướu răng bằng cách mở rộng quy mô và lập kế hoạch gốc có thể dẫn đến một sự cải thiện ngắn hạn lượng đường trong máu cho những người bị bệnh đái tháo đường. Không có bằng chứng nào cho thấy sự cải thiện mức đường huyết này duy trì được lâu hơn 4 tháng. Cũng không có đủ bằng chứng để xác định xem liệu thuốc điều trị bệnh nướu răng có hiệu quả trong việc làm giảm lượng đường trong máu hay không.

### Lối sống
Chế độ ăn uống và tập thể dục thích hợp là nền tảng của việc chăm sóc điều trị đái tháo đường, với số lượng bài tập lớn hơn cho kết quả tốt hơn. Tập thể dục cải thiện kiểm soát lượng đường trong máu, giảm hàm lượng chất béo trong cơ thể và giảm mức lipid trong máu, và những tác động này là hiển nhiên ngay cả khi không giảm cân. Bài tập aerobic dẫn đến giảm HbA1c và cải thiện độ nhạy insulin. Luyện tập sức đề kháng cũng hữu ích và sự kết hợp của cả hai loại bài tập này có thể mang lại hiệu quả nhất.
Chế độ ăn kiêng đái tháo đường làm thúc đẩy giảm cân là rất quan trọng. Trong khi loại chế độ ăn uống tốt nhất để đạt được điều này còn gây tranh cãi, một chế độ ăn kiêng với chỉ số glycemic thấp hoặc chế độ ăn ít carbohydrate đã được tìm thấy có cải thiện kiểm soát đường huyết. Chế độ ăn uống có hàm lượng calo rất thấp, bắt đầu ngay sau khi khởi phát bệnh đái tháo đường loại 2, có thể giúp tình trạng bệnh thuyên giảm.
Chế độ ăn chay nói chung có liên quan đến nguy cơ mắc bệnh đái tháo đường thấp hơn, nhưng không mang lại lợi thế so với khẩu phần ăn cho phép một lượng vừa phải sản phẩm từ động vật. Không có đủ bằng chứng cho thấy quế cải thiện lượng đường trong máu ở những người mắc đái tháo đường loại 2.
Giáo dục phù hợp về mặt văn hóa có thể giúp những người mắc bệnh đái tháo đường loại 2 kiểm soát lượng đường trong máu của họ, trong tối đa 24 tháng. Nếu những thay đổi trong lối sống ở những người bị bệnh đái tháo đường nhẹ không dẫn đến cải thiện lượng đường trong máu trong vòng sáu tuần thì nên xem xét sử dụng các loại thuốc. Không có đủ bằng chứng để xác định liệu can thiệp lối sống có ảnh hưởng đến tử vong ở những người đã mắc đái tháo đường loại 2 hay không.

### Thuốc điều trị

Vỉ thuốc Metformin 500mg.

Trên thị trường có bán một số loại thuốc chống đái tháo đường. Metformin thường được khuyến cáo như là thuốc điều trị đầu tiên vì có một số bằng chứng cho thấy nó làm giảm tỷ lệ tử vong,; tuy nhiên, kết luận này vẫn còn được đặt trong dấu chấm hỏi. Không nên sử dụng metformin ở những người có vấn đề về thận hoặc gan nặng.
Một dạng tác nhân uống thứ hai hoặc insulin có thể được sử dụng thêm vào nếu metformin không đủ sau ba tháng. Các loại thuốc khác bao gồm: sulfonylurea, thiazolidinedione, các chất ức chế dipeptidyl peptidase-4, chất ức chế SGLT2 và các chất tương tự peptide-1 dạng glucagon. Tính đến năm 2015 không có sự khác biệt đáng kể giữa các thuốc này. Một đánh giá năm 2018 cho thấy rằng các chất ức chế SGLT2 có thể tốt hơn so với các chất tương tự peptide-1 giống glucagon hoặc các chất ức chế dipeptidyl peptidase-4.
Sử dụng rosiglitazone, một thiazolidinedione, đã không cho thấy cải thiện được kết quả lâu dài mặc dù nó cải thiện lượng đường trong máu. Ngoài ra nó có liên quan đến tăng tỷ lệ mắc bệnh tim và tử vong. Các chất ức chế enzyme chuyển đổi angiotensin (Angiotensin-converting enzyme inhibitors, ACEI) ngăn ngừa bệnh thận và cải thiện kết quả ở những người mắc bệnh đái tháo đường. Các loại tương tự như thuốc đối kháng thụ thể angiotensin II (angiotensin receptor blockers, ARBs) không cho kết quả như vậy. Một đánh giá năm 2016 đề nghị điều trị huyết áp tâm thu trong khoảng từ 140 đến 150 mmHg.
Người tiêm insulin có thể được cho sử dụng thêm các loại thuốc uống hoặc sử dụng một mình. Hầu hết mọi bệnh nhân ban đầu không cần insulin. Khi nó được sử dụng, một công thức hoạt động lâu dài thường được áp dụng thêm vào buổi tối, với các loại thuốc uống được tiếp tục sử dụng. Liều lượng sau đó được tăng lên để mang lại hiệu lực (lượng đường trong máu được kiểm soát tốt). Khi insulin tiêm buổi tối không đủ, việc tiêm insulin hai lần mỗi ngày có thể đạt được sự kiểm soát tốt hơn. Tác dụng kéo dài của insulin glargine và detemir là an toàn và hiệu quả, và không xuất hiện tốt hơn nhiều so với insulin trung tính protamine Hagedorn (NPH), nhưng vì chúng đắt hơn đáng kể, chúng không hiệu quả về chi phí vào năm 2010. Ở những người đang mang thai insulin thường là lựa chọn điều trị.
Bổ sung vitamin D cho những người mắc bệnh đái tháo đường loại 2 có thể cải thiện các dấu hiệu kháng insulin và HbA1c.

### Phẫu thuật
Phẫu thuật giảm cân ở những người béo phì là một biện pháp hiệu quả để điều trị bệnh đái tháo đường.. Nhiều người có thể duy trì lượng đường trong máu bình thường với ít hoặc không sử dụng thuốc sau khi phẫu thuật và về lâu dài tử vong sẽ giảm. Tuy nhiên, có một số nguy cơ tử vong ngắn hạn dưới 1% sau khi phẫu thuật. Ở mức chỉ số khối cơ thể nào là phù hợp khi phẫu thuật giảm cân là chưa rõ ràng. Các nghiên cứu khuyến cáo rằng tùy chọn này được xem xét ở những người không thể có được cả hai chỉ tiêu là trọng lượng và lượng đường trong máu của họ nằm trong sự kiểm soát.

## Dịch tễ học
| không có dữ liệu ≤ 7,5 7,5–15 15–22,5 22,5–30 30–37,5 37,5–45 | 45–52,5 52,5–60 60–67,5 67,5–75 75–82,5 ≥ 82,5 |

Tỷ lệ mắc bệnh đái tháo đường trên toàn thế giới vào năm 2000. Trung bình thế giới là 28 người trên 1000 dân.
không có dữ liệu
≤ 7,5
7,5–15
15–22,5
22,5–30
30–37,5
37,5–45
45–52,5
52,5–60
60–67,5
67,5–75
75–82,5
≥ 82,5

Trên toàn cầu tính đến năm 2015, ước tính có 392 triệu người mắc đái tháo đường loại 2 chiếm khoảng 90% trường hợp bệnh đái tháo đường. Con số này tương đương với khoảng 6% dân số thế giới. Bệnh đái tháo đường là phổ biến ở cả các nước phát triển và đang phát triển. Tuy nhiên, nó vẫn không phổ biến ở các nước kém phát triển.
Phụ nữ dường như có nguy cơ cao hơn trong các nhóm sắc tộc nhất định, như Nam Á, người dân các đảo Thái Bình Dương, người Latino và người Mỹ bản địa. Điều này có thể là do tăng cường độ nhạy cảm với lối sống phương Tây ở một số nhóm sắc tộc. Theo truyền thống đái tháo đường được coi là một bệnh của người lớn, bệnh đái tháo đường loại 2 ngày càng được chẩn đoán ở trẻ em song song với tỷ lệ béo phì gia tăng. Đái tháo đường loại 2 hiện được chẩn đoán thường xuyên như đái tháo đường loại 1 ở thanh thiếu niên ở Hoa Kỳ.
Tỷ lệ mắc bệnh đái tháo đường năm 1985 ước tính là 30 triệu, tăng lên 135 triệu vào năm 1995 và 217 triệu vào năm 2005. Sự gia tăng này được cho là chủ yếu do sự lão hóa dân số toàn cầu, giảm tập thể dục và tăng tỷ lệ béo phì. Năm quốc gia có số người mắc bệnh đái tháo đường lớn nhất vào năm 2000 là Ấn Độ có 31,7 triệu người, Trung Quốc 20,8 triệu, Hoa Kỳ 17,7 triệu, Indonesia 8,4 triệu và Nhật Bản 6,8 triệu. Nó được Tổ chức Y tế Thế giới công nhận là một đại dịch toàn cầu.

## Lịch sử
Bệnh đái tháo đường là một trong những bệnh đầu tiên được mô tả trong một bản chép tay tiếng Ai Cập từ khoảng 1500 TCN đề cập đến "đi tiểu quá nhiều". Các trường hợp được mô tả đầu tiên được cho là thuộc đái tháo đường loại 1. Các thầy thuốc Ấn Độ cùng thời gian xác định bệnh và phân loại nó là madhumeha hoặc nước tiểu mật ong với lưu ý rằng nước tiểu thu hút kiến kéo đến. Thuật ngữ diabetes lần đầu tiên được sử dụng trong năm 230 TCN bởi thầy thuốc Apollonius của Memphis ở Hy Lạp. Căn bệnh này hiếm khi xảy ra trong thời kỳ đế quốc La mã với Galenus bình luận rằng ông chỉ thấy hai trường hợp trong sự nghiệp của mình.
Đái tháo đường loại 1 và loại 2 được xác định là tình trạng riêng biệt lần đầu tiên bởi các thầy thuốc Ấn Độ Sushruta và Charaka trong khoảng 400-500 SCN với loại 1 xuất hiện ở thanh thiếu niên và loại 2 đi kèm với thừa cân. Thuật ngữ "mellitus" hoặc "từ mật ong" đã được thêm vào bởi John Rolle vào cuối những năm 1700 để phân biệt tình trạng bệnh đái tháo nhạt do đái tháo đường cũng liên quan đến đi tiểu thường xuyên. Việc điều trị hiệu quả không được phát triển cho đến đầu thế kỷ XX khi Frederick Banting và Charles Best phát hiện ra insulin vào năm 1921 và 1922. Tiếp theo là sự phát triển của insulin NPH tác dụng lâu dài vào những năm 1940.